# فدراسیون دارت ارمنستان
فدراسیون دارت جمهوری ارمنستان (ارمنی: Տեգեր Հայաստանի ֆեդերացիա) که با نام فدراسیون دارت ارمنستان نیز شناخته می‌شود، نهاد تنظیم‌کننده ورزش دارت در ارمنستان می‌باشد که توسط کمیته المپیک ارمنستان اداره می‌شود و مقر آن در شهر ایروان واقع شده است.

## تاریخچه
این فدراسیون در سال ۲۰۰۰ میلادی تأسیس شد و ریاست فعلی آن را کارن گیلویان برعهده دارد. این فدراسیون عضو کامل فدراسیون جهانی دارت می‌باشد. 